# Antonio Garland Sánchez
Antonio Geraldo Garland Sánchez (Chorrillos, 22 de junio de 1891 - San Isidro, 4 de septiembre de 1958) fue un escritor, periodista y diplomático peruano. En el campo de las letras incursionó en la poesía, el ensayo y el teatro.

## Biografía
Fue hijo de Antonio A. Garland von Lotten y Natalia Sánchez de la Fuente. Concluidos sus estudios escolares, ingresó a la Facultad de Letras de la Universidad Nacional Mayor de San Marcos (1909). Simultáneamente se inició en el periodismo como jefe de crónica de El Diario, periódico local dirigido por Enrique A. Carrillo, el célebre Cabotín.
En 1910 al producirse el conato de guerra con el Ecuador, se alistó como soldado en el Regimiento de Caballería N.º 7 del Ejército Peruano. Restablecida la calma, viajó a Buenos Aires, donde fue redactor del diario La Razón. En 1911 regresó a Lima como corresponsal de dicho diario. Ese mismo año, junto con Julio Málaga Grenet fundó Fantasio, semanario satírico. Pasó a ser redactor de El Comercio (1912) y luego de La Prensa. Por esos años puso en escena dos comedias: El regalo (1911) y En plena vida (1913).
En 1914 fue nombrado canciller del consulado peruano en la ciudad española de Barcelona, debiendo reemplazar al cónsul titular cuando éste fue trasladado. Pero volvió al Perú al año siguiente, debido a las circunstancias derivadas del estallido de la Primera Guerra Mundial. Colaboró en la revista Variedades y en el diario La Crónica, de Lima; y simultáneamente, en Caras y Caretas y La Actualidad, de Buenos Aires.
En 1916 integró el grupo Colónida, que dio cuerpo al movimiento literario del mismo nombre liderado por Abraham Valdelomar. Dicho grupo publicó un libro antológico de poesía titulado Las voces múltiples, en el que figuró una selección de poemas de Garland, quien firmaba con el apelativo de Antuco. El crítico Luis Alberto Sánchez lo describió como «escritor bohemio y decadente».
En 1917 pasó a ser secretario del Ministerio de Fomento; al año siguiente volvió al consulado de Barcelona, donde permaneció hasta 1922. Desde entonces se dedicó de lleno al periodismo, destacando por sus agudas observaciones.
Se le recuerda también como pionero de la radiodifusión en el Perú. Fue el primer director artístico de Radio Nacional del Perú, emisora creada en 1933 por transformación de la primera estación de radio del Perú, la Peruvian Broadcasting Company, que fuera inaugurada en 1925.

## Obras
Como dramaturgo puso en escena:
- El regalo (Teatro Municipal, 15 de septiembre de 1911), comedia en un acto inspirada en costumbres argentinas.
- En plena vida (enero de 1914), comedia de tres actos, festiva y mordazmente dirigida contra la política y la burocracia.
- La calesa de la Perricholi (Teatro Colón, diciembre de 1924), una versión de la obra de Prosper Mérimée
- La fácil presa (Teatro Municipal, agosto de 1927), comedia en tres actos.
- La Perricholi (Teatro Segura, julio de 1944), comedia en tres actos.
- Pérez, candidato (Teatro Segura, diciembre de 1944), comedia en tres actos.

Escribió además las siguientes obras:
- La crisis de la diplomacia europea (1922), ensayo.
- Lima y el toreo (Lima, Librería Internacional del Perú, 1948, prologado por Raúl de Mugaburu), crónicas sobre las repercusiones de la afición taurina en las letras, las costumbres y la vida general de los limeños. Está dividida en doce capítulos donde se encuentran títulos como «La fiesta de la sangre», «San Martín en el coso de Acho» y «Bolívar, un aficionado a la tauromaquia». En el prólogo, Raúl de Mugaburu dice que el autor «sabe dar donosura al relato y su prosa tiene pulcritud y finura. Hay evidente gracia y aire en el estilo. Las reflexiones tienen hondura que no pesa ni cansa. La obra es rigurosa, discutible en algunas apreciaciones, pero siempre amena».